# Julia Fischer
Julia Fischer (Múnich, 15 de junio de 1983) es una violinista y pianista alemana.

## Biografía
Hija de Viera Krenková-Fischer, música de origen eslovaco y de Frank-Michael Fischer, matemático proveniente de Alemania del este, Julia Fischer, después de un acercamiento inicial al piano con su madre, comienza el estudio del violín a la edad de cuatro años con el Método Suzuki. Es admitida en el Conservatorio Leopold Mozart de Augsburgo teniendo como profesora a Lydia Dubrowskaya; a la edad de nueve años continúa luego en la Academia de Música de Múnich con Ana Chumachenco.
Muy temprano, a los doce años de edad gana el Concurso Internacional Yehudi Menuhin, atrayendo el interés de muchos artistas famosos, como: Lorin Maazel, Neville Marriner, Simon Rattle, Yuri Temirkánov, Christoph Eschenbach, Jeffrey Tate y colaborando con las orquestas más famosas del panorama musical internacional. Después de haber ganado el Concurso Internacional de Eurovisión para jóvenes músicos en 1996, a la edad de quince años se impone también en el mercado discográfico grabando muchas de sus ejecuciones, cuyo valor artístico sellará su carrera como "Artista del año" en 2007, título otorgado por la prestigiosa revista Gramophone y también como "Instrumentista del año" en 2009 en el Midem Classical Awards.
A pesar de decantarse por el violín, Fischer no renuncia al piano. Incluso hizo su debut oficial con este instrumento en 2008, en Fráncfort. Ese mismo día ofreció otro concierto con el violín. Recuerda la experiencia de manera casi traumática. «Requirió mucho esfuerzo, porque el piano necesita mucho tiempo de estudio». Pero no piensa abandonarlo. «Al menos una vez al año quiero tocarlo, aunque sea en música de cámara», confiesa.
Para el Teatro de La Scala de Milán en 2003, se lleva a cabo el Concierto para violín n.º 3 (Mozart) en el Teatro degli Arcimboldi y en 2005 el Concierto para violín n.º 2 de Prokófiev dirigida por Lorin Maazel.
En 2005 se realiza el Concierto para violín de Brahms con la Orquesta Sinfónica de Radio Berlín en el Teatro comunale Luciano Pavarotti de Módena.
En 2011 publica el álbum Poeme un proyecto de grabación que viene de lejos. «Sinopoli me preguntó en 1999 si quería grabar el “Poema autounnale” de Respighi, pero finalmente, por varias razones, no salió el proyecto, aunque sí aprendí la obra y me encantó. Me parece maravillosa. Durante muchos años la idea estuvo dando vueltas en mi cabeza, bien para grabarla o para tocarla. Finalmente, me di cuenta que existían otras piezas en ese periodo, entre el final del Romanticismo y el principio del Impresionismo, que nunca son interpretadas porque siempre se suelen programar las mismas obras del repertorio para violín. Así que fui eligiendo partituras  no solo de Francia, donde se dio más este tipo de música, para mostrar así el impresionismo en diferentes países». Poème reúne, además de la obra de Respighi, piezas del compositor checo Josef Suk, del francés Ernest Chausson y del británico Ralph Vaughan Williams.
Destaca por su gran fuerza técnica e interpretativa, ha recibido gran estima del público y crítica. Su repertorio es amplio y variado, no obstante prefiere en particular las obras clásicas y del siglo XIX. De notable relieve han asumido recientemente sus interpretaciones de los 24 Caprichos de Paganini, y como resultado de una provechosa colaboración con la Academy of Saint Martin in the Fields en los conciertos de Johann Sebastian Bach. Artista invitada en la Orquesta Filarmónica de Berlín, ejecuta las obras de Beethoven con la Orquesta Filarmónica de Londres pero también a Chaikovski, Berg, Jachaturián en Rusia, España, Estados Unidos y Hungría.

## Instrumentos
Respecto a los violines que ha tocado ha dicho: "Puedo tocar en un violín normal desde que tenía diez años pero la calidad de mis instrumentos ha mejorado con el tiempo:..  de Ventapane, Gagliano y Testore a un Guarneri del Gesu en 1998. Sin embargo, no había sido feliz con este violín y me cambié a un Stradivarius [el "stand" de 1716,tocado previamente por Iona Brown, propiedad de la Nippon Music Foundation] en el que toqué cuatro años y que me llenó. Pero yo siempre quise tener mi propio instrumento. Así que hace seis años, que compré en Londres, con el consejo del concertino de la Academia de St. Martin in the Fields, un Guadagnini de 1742. En realidad es como una persona: no se puede encontrar el violín perfecto, pero una aprende a amar sus defectos ".
Desde 2012 es propietaria y toca un violín de Philipp Augustin.

## Premios y reconocimientos
- 1995: primera clasificada en el Concurso Internacional Yehudi Menuhin para jóvenes violinistas.
- 1996: ganadora del Concurso de Eurovisión para jóvenes músicos en Lisboa.
- 1997: Prix d'Espoir premio de la industria musical europea.
- 1997: Premio como solista en el Premio Mecklenburg-Western Pomerania.
- 1998: EIG Music Award.
- 2000: Premio Deutschlandfunk.
- 2005: Premio Echo Klassik por el CD Conciertos rusos para violín.
- 2005: Ganadora del Beethoven ring.
- 2006: Premio Best Newcomer de los BBC Music Magazine Awards de 2006  por el CD Bach: Sonatas y partitas para violín solista BWV 1001-1006.
- 2007: Premio Gramophone Artista del año.
- 2007: Premio Echo Klassik por el CD que contiene el Concierto para violín y orquesta de Piotr Ilich Chaikovski.
- 2009: MIDEM Classical Award, clasificada como "Instrumentista del año 2008".

## Discografía
| Año     | Compositor / Obras | Intérpretes | Discográfica                    | Formato             |
| ------- | --- | --- | ------------------------------- | ------------------- |
| 2002/08 | Brahms: Cuarteto para piano n.º 1 | - Tatjana Masurenko (viola) - Gustav Rivinius (cello) - Lars Vogt (piano)                                                         | EMI Classics 5573772            | CD                  |
| 2002/10 | Vivaldi: The Four Seasons | - Academy of Saint Martin in the Fields                                                                                           | Opus Arte/BBC OA0895D           | DVD-Video           |
| 2004/10 | Russian Violin Concertos - Khachaturian: Concierto para violín - Prokofiev: Concierto para violín n.º 1 - Glazunov: Concierto para violín | - Orquesta Nacional Rusa - Yakov Kreizberg (dir.)                                                                                 | Pentatone PTC 5186 059          | Hybrid SACD         |
| 2005/05 | Bach: Sonatas y partitas para violín solo, BWV 1001-1006 | | Pentatone PTC 5186 072          | Hybrid SACD         |
| 2005/09 | Mozart - Conciertos para violín n.º 3 & 4 - Adagio en mi mayor, K. 261 - Rondó en si bemol mayor, K. 269 | - Orquesta de Cámara de los Países Bajos - Yakov Kreizberg (dir.)                                                                 | Pentatone PTC 5186 064          | Hybrid SACD         |
| 2006/06 | Mendelssohn: Trios para piano n.º 1 & 2 | - Jonathan Gilad (piano) - Daniel Müller-Schott (cello)                                                                           | Pentatone PTC 5186 085          | Hybrid SACD         |
| 2006/09 | Mozart: Conciertos para violín n.º 1, 2 & 5 | - Orquesta de Cámara de los Países Bajos - Yakov Kreizberg (dir.)                                                                 | Pentatone PTC 5186 094          | Hybrid SACD         |
| 2006/11 | Chaikovski - Concierto para violín, Op. 35 - Sérénade mélancolique, Op. 26 - Valse–Scherzo, Op. 34 - Souvenir d'un lieu cher, Op. 42 | - Orquesta Nacional Rusa - Yakov Kreizberg (dir./ piano, Op. 42)                                                                  | Pentatone PTC 5186 095          | Hybrid SACD         |
| 2007/03 | Brahms - Concierto para violín, Op. 77 - Doble concierto, Op. 102 | - Orquesta Filarmónica de los Países Bajos - Yakov Kreizberg (dir.) - Daniel Müller-Schott (cello)                                | Pentatone PTC 5186 066          | Hybrid SACD         |
| 2007/10 | Mozart - Sinfonía concertante para violín, viola y orquesta, K. 364 - Rondó en do mayor para violín y orquesta, K. 373 - Concertone para 2 violines y orquesta, K. 190 | - Orquesta de Cámara de los Países Bajos - Yakov Kreizberg (dir.) - Gordan Nikolic (segundo solo violín, K. 190/ viola, K. 364)   | Pentatone PTC 5186 098          | Hybrid SACD         |
| 2009/01 | Bach - Concierto para dos violines, BWV 1043 - Concierto para violín en la menor, BWV 1041 - Concierto para violín en mi mayor, BWV 1042 - Concierto para violín y oboe en do bemol mayor, BWV 1060 | - Academy of Saint Martin in the Fields - Alexander Sitkovetsky (segundo solo violín, BWV 1043) - Andrey Rubtsov (oboe, BWV 1060) | Decca 478 0650                  | CD                  |
| 2009/09 | Schubert: Obras completas para violín y piano, Vol. 1 - Sonata para violín y piano, D. 384 (Op. 137 n.º 1) - Sonata para violín y piano, D. 385 (Op. 137, n.º 2) - Sonata para violín y piano, D. 408 (Op. 137, n.º 3) - Rondo para violín y piano “Rondo Brillant”, D. 895 (Op. 70) | - Martin Helmchen (piano) | Pentatone PTC 5186 347          | Hybrid SACD         |
| 2010/04 | Schubert: Obras completas para violín y piano, Vol. 2 - Sonata para violín y piano, D. 574 (Op. posth. 162) - Fantasía para violín y piano, D. 934 (Op. posth. 159) - Fantasy for Piano duet, D. 940 (Op. posth. 103) | - Martin Helmchen (piano) - Julia Fischer (primera parte de piano, D. 940)                                                        | Pentatone PTC 5186 348          | Hybrid SACD         |
| 2010/10 | Paganini: 24 Caprichos para violín solo, Op. 1 | | Decca 478 2274                  | CD                  |
| 2010/08 | Saint-Saëns: Concierto para violín n.º 3, Op. 61 Grieg: Concierto para p'iano, Op. 16 | - Junge Deutsche Philharmonie - Matthias Pintscher (dir.)                                                                         | Decca 074 3344                  | DVD-Video           |
| 2011/04 | Poème - Respighi: Poema autunnale para violín y orquesta, P.146 - Suk: Fantasía para violín y orquesta, Op. 24 - Chausson: Poème para violín y orquesta, Op. 25 - Vaughan Williams: The Lark Ascending | - Orquesta Filarmónica de Montecarlo - Yakov Kreizberg (dir.)                                                                     | Decca 478 2684                  | CD                  |
| 2013/03 | Dvořák: Concierto para violín, Op. 53 Bruch: Concierto para violín n.º 1, Op. 26 | - Orquesta de la Tonhalle de Zúrich - David Zinman (dir.)                                                                         | Decca 478 3544                  | CD                  |
| 2014/02 | Sarasate - Aires gitanos, Op. 20 - Caprice basque, Op. 24 - Jota aragonesa, Op. 27 - Sérénade andalouse, Op. 28 - El canto del ruiseñor, Op. 29 - Danza española n.º 1: Malagueña, Op. 21 n.º 1 - Danza española n.º 2: Habanera, Op. 21 n.º 2 - Danza española n.º 3: Romanza andaluza, Op. 22 n.º 1 - Danza española n.º 4: Jota navarra, Op. 22 n.º 2 - Danza española n.º 5: Playera, Op. 23 n.º 1 - Danza española n.º 6: Zapateado, Op. 23 n.º 2 - Danza española n.º 7: Vito, Op. 26 n.º 1 - Danza española n.º 8: Habanera, Op. 26 n.º 2 | - Milana Chernyavska (piano) | Decca 478 5950                  | CD                  |
| 2015/09 | Julia Fischer at the BBC Proms (21 Jul 2014) - Dvořák': Concierto para violín, Op. 53 - Hindemith: Sonata para violín Op. 11 n.º 6 III. Finale. Lebhaft | - Orquesta de la Tonhalle de Zúrich - David Zinman (dir.)                                                                         | C Major 732104 / C Major 732008 | Blu-ray / DVD-Video |
| 2016/08 | Duo Sessions - Kodály: Duo para violín y violonchelo, Op. 7 - Schulhoff: Duo para violín y violonchelo - Ravel: Sonata para violín y violonchelo - Halvorsen: Passacaglia sobre un tema de Händel | - Daniel Müller-Schott (cello) | Orfeo International C 902 161 A | CD                  |